# Kalendarium historii Meksyku

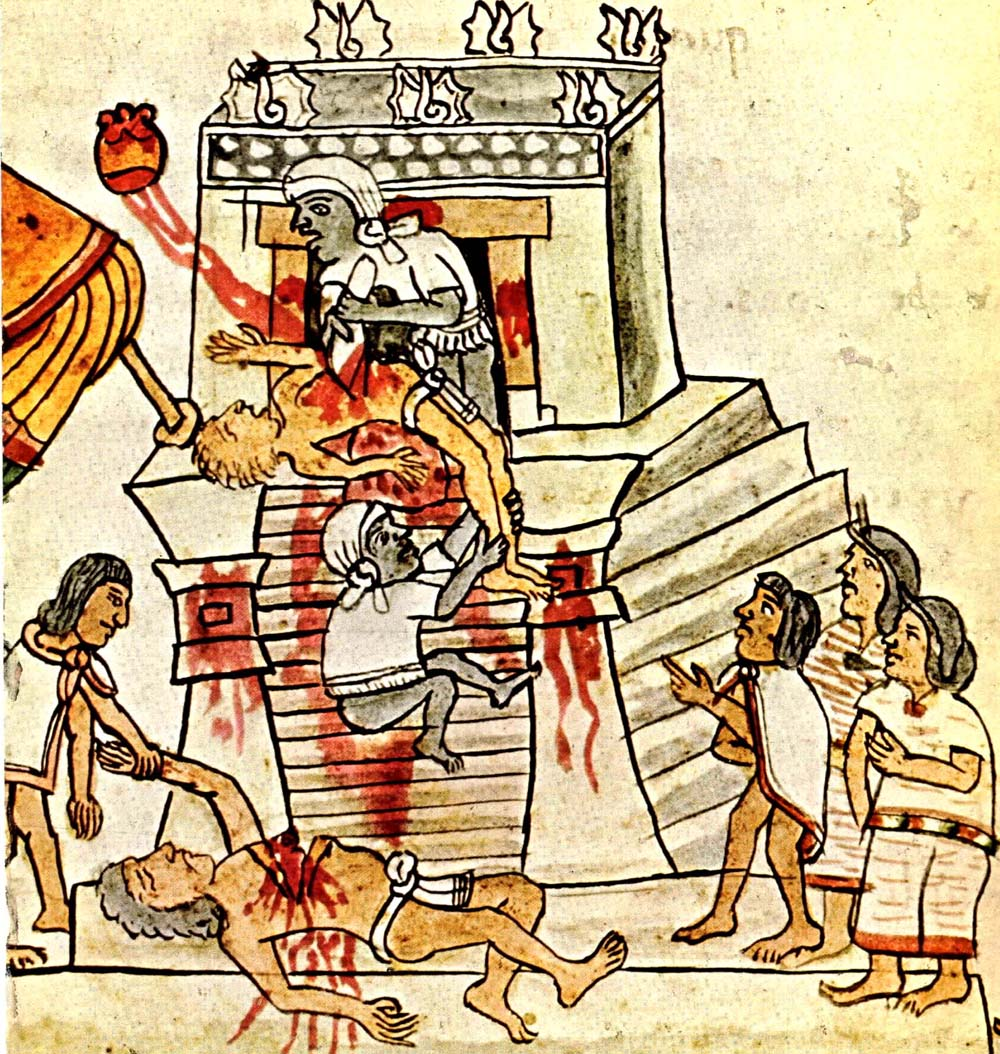
Aztekowie podczas składania ofiary bogom z ludzi

Położenie państwa azteckiego

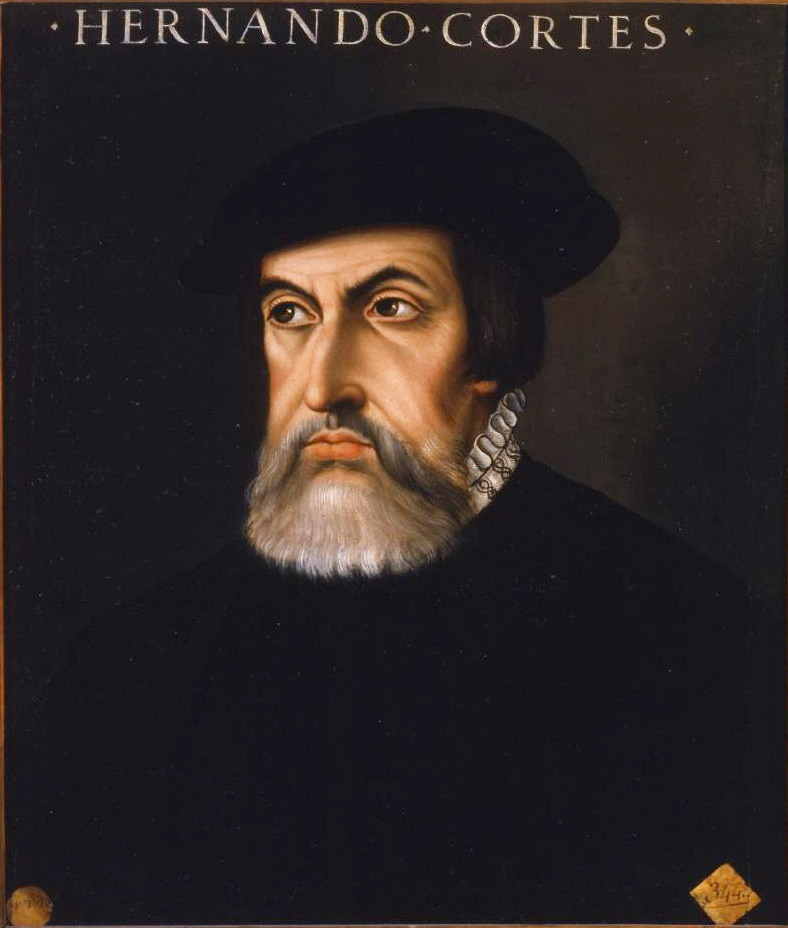
Hernán Cortés

Droga ekspedycji Cortesa

Kalendarium historii Meksyku – uporządkowany chronologicznie, począwszy od czasów najdawniejszych aż do współczesności, wykaz dat i wydarzeń z historii Meksyku.

## Czasy najdawniejsze
- ok. 6700 p.n.e. – według znalezionych dowodów, mieszkańcy terenów dzisiejszego Meksyku uprawiali i jedli kukurydzę[1]
- XV w. p.n.e.–XVI w. n.e. – rozwój kultur indiańskich (m.in. Olmeków, Zapoteków, Tolteków, Majów i Azteków)[2]
- ok.1000–700 p.n.e. – na terenie dzisiejszego Meksyku powstały pierwsze osady[3]
- 400 p.n.e.–250 n.e. – cywilizacja Majów[4]
- ok. 317 – utrwaliła się zwierzchność kapłanów i władców feudalnych[4]
- 472–620 – najświetniejszy okres rozwoju architektury, nauki i sztuki u Majów[4]
- ok. 1000 – powstała piramida Chichén Itzá[5]
- XIII w. – do Doliny Meksyku przybył lud Mexitin[6]
- XIV w. – powstało miasto-państwo Tenochtitlán[6]
- 1395 – mieszkańcy Xaltocan uciekli przed aztecką inwazją[7]
- XV w. – plemię Mexitin stało się inicjatorem utworzenia imperium Azteków[6]
- 1428–1430 – sojusz miast Tenochtitlán, Texcoco i Tlacopán[6]
- 1519 – hiszpańscy konkwistadorzy dowodzeni przez Hernána Cortésa przybyli na półwysep Jukatan[2]
- 1519–1521 – podbój imperium Azteków przez konkwistadorów[2]
- 1519 – w mieście Tlaxcala powstał pierwszy kościół w Ameryce[8]
- 1520 – wybuchło antyhiszpańskie powstanie[9]
- 1520 – Hiszpanie zamordowali ostatniego króla Azteków – Montezuma II[9]
- poł. XVI w. – hiszpańscy konkwistadorzy opanowali tereny dzisiejszego Meksyku[2]
- 1535 – Meksyk stał się częścią wicekrólestwa Nowej Hiszpanii[2]

## Panowanie hiszpańskie

Wicekrólestwo Nowej Hiszpanii po 1763 r.

- 1550–1590 – wojna hiszpańskich konkwistadorów z Cziczimekami[2]
- 1720 – Hiszpanie znieśli politykę wydobywania surowców z Meksyku oraz przymusowej chrystianizacji Indian (encomienda)[10]
- 1794 – wybuchł kreolski spisek niepodległościowy[2]
- 1799 – wybuchł drugi kreolski spisek niepodległościowy[2]
- 1800–1801 – wybuchł trzeci kreolski spisek niepodległościowy[2]
- 1809 – wybuchł czwarty kreolski spisek niepodległościowy[2]
- 1810 – wybuchło kreolskie powstanie narodowe[2]
- 1810–1815 – wojna pomiędzy Kreolami a Hiszpanami – wojnę zwyciężyła Hiszpania[2]
- 1815–1820 – okres walk partyzanckich Kreolów[2]
- 1821 – pod wpływem wiadomości o wybuchu rewolucji w Hiszpanii (1820) proklamowano niepodległość Meksyku[2]

## Niepodległy Meksyk

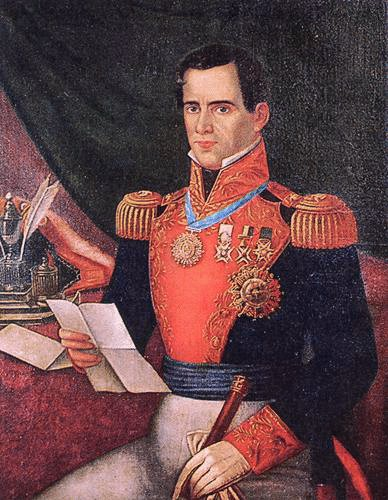
Antonio López de Santa Anna

- 1823 – proklamowano republikę Meksyku[2]
- 1824 – uchwalono konstytucję[2]
- 1829 – Meksyk zniósł niewolnictwo[2]
- 1831 – walki konserwatystów z liberałami doprowadziła do anarchii politycznej[2]
- 1833 – władzę objął dyktator Antonio López de Santa Anna[9]
- 1836 – Teksas oderwał się od Meksyku[2]
- 1845 – Stany Zjednoczone anektowały Teksas[2]
- 1846-1848 – wojna amerykańsko-meksykańska[11]
- 13 maja 1846 – Kongres USA podjął decyzję o wypowiedzeniu wojny Meksykowi[11]
- 13 stycznia 1847 – Kalifornia ogłosiła kapitulację[11]
- marzec 1847 – USA przeprowadziła desant w Veracruz[11]
- 14 września 1847 – wojska amerykańskie wkroczyły do miasta Meksyk[11]
- 2 lutego 1848 – w wyniku traktatu z Guadalupe Hidalgo Meksyk utracił połowę swojego terytorium na rzecz USA[11]
- 1854–1855 – powstanie liberałów[2]
- 1855 – Benito Juárez García obalił Santę Annę[9]
- 1857 – uchwalono nową konstytucję[2]

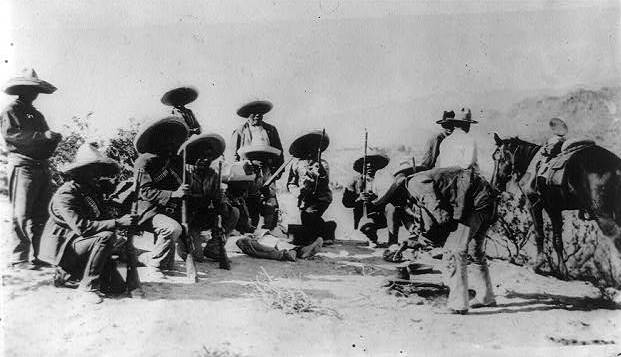
Rewolucjoniści – ok. 1911

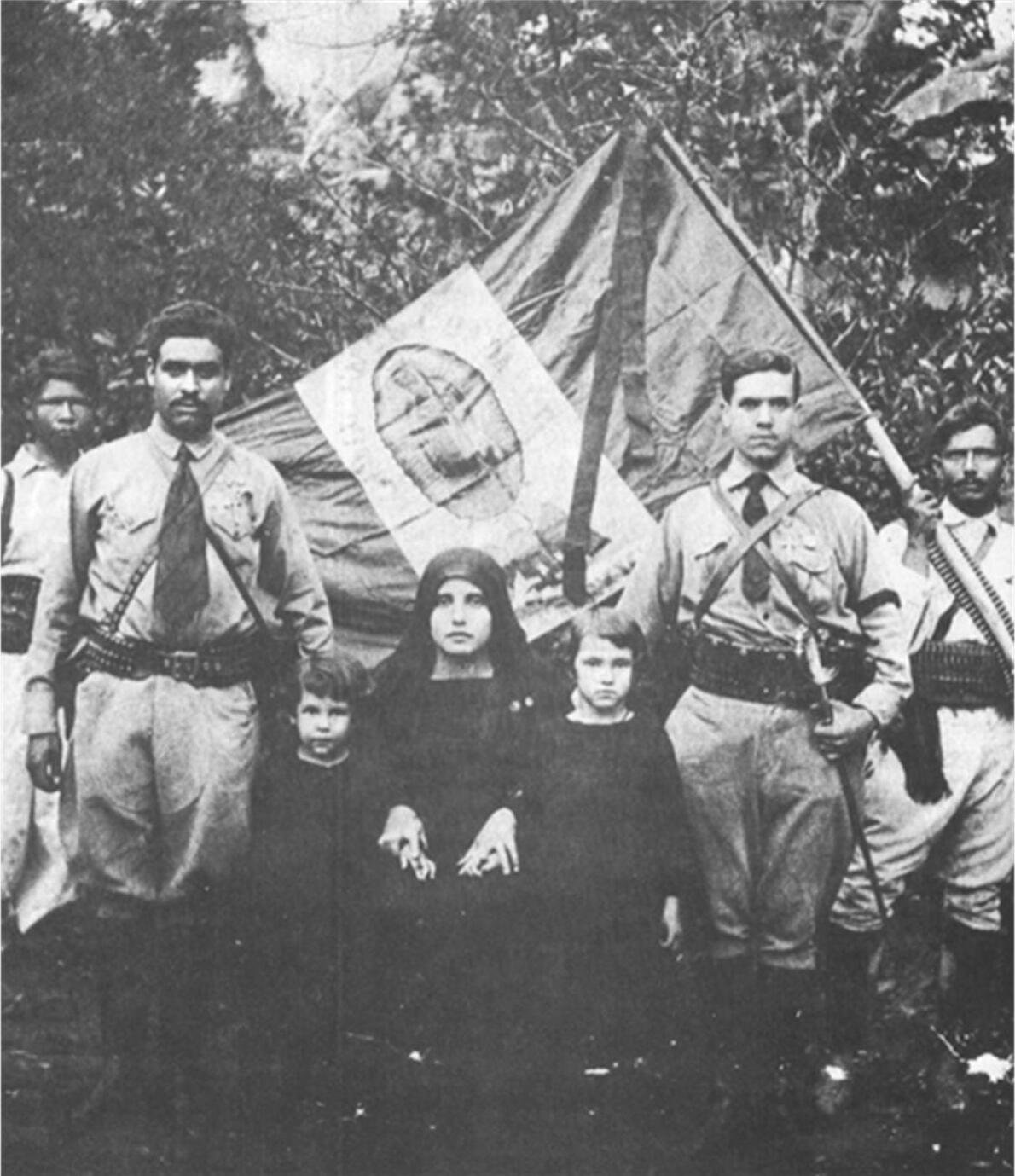
Członkowie cristeros

- 1861 – prezydent Benito Juárez García ogłosił wstrzymanie spłaty długów zagranicznych[2]
- 1861–1862 – zbrojna interwencja Hiszpanii, Francji i Wielkiej Brytanii przeciwko Meksykowi[2]
- 1864 – Europejczycy narzucili Meksykowi cesarstwo – władzę objął Maksymilian Ferdynand Józef Habsburg[2]
- 1864–1867 – panowanie Maksymiliana Ferdynanda Józefa Habsburga[2]
- 1867 – Meksykanie obalili cesarza i odnowili republikę[2]
- 1877 – rozpoczęła się epoka tzw. porfiriatu – dyktatorskiej władzy Porfirio Díaza de la Cruz[2]
- 1910–1917 – rewolucja meksykańska[2]
- 1911 – obalono władzę Porfirio Díaza de la Cruz[2]
- 16 stycznia 1917 – Niemcy w tajnym telegramie („Telegram Zimmermanna”) zaoferowali Meksykowi wzięcie udziału w I wojnie światowej[12]
- 1917 – uchwalono nową konstytucję[2]
- 1927–1929 – wybuchło największe powstanie przeciwników antyklerykalnych rządów liberałów (nazywanych cristeros)[13]

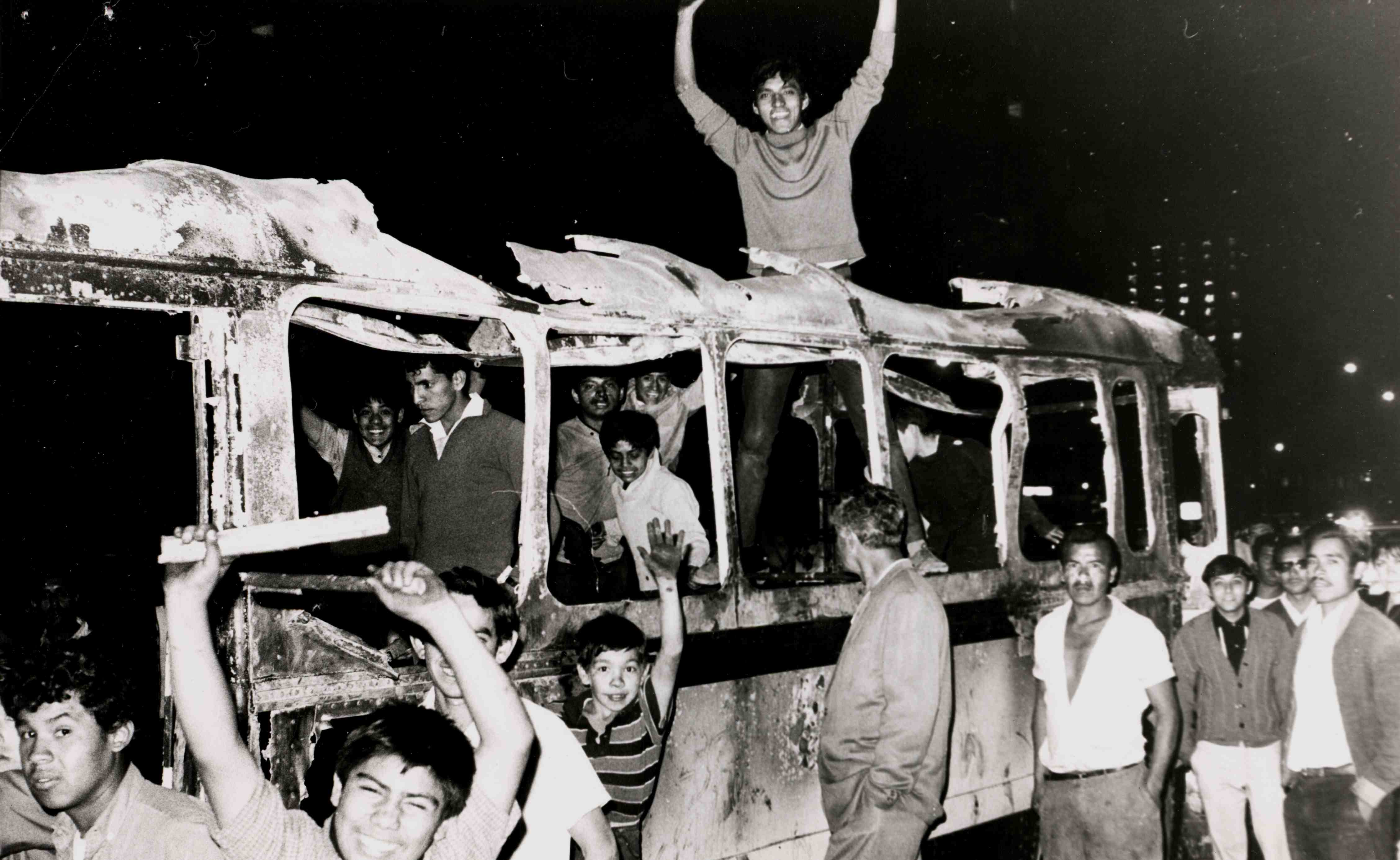
Protestujący studenci w spalonym autobusie – 1968

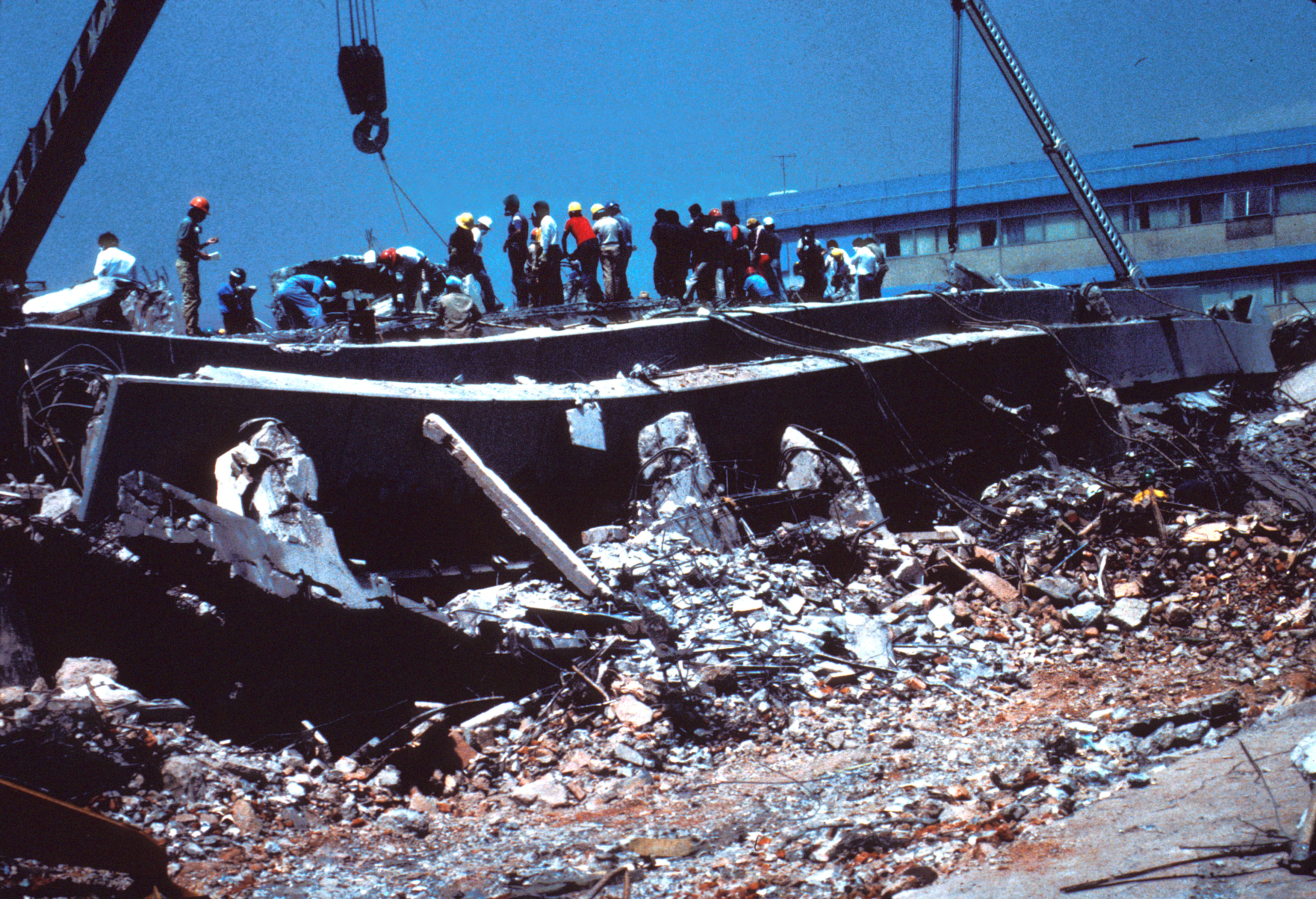
Zniszczony szpital w wyniku trzęsienia ziemi – Meksyk, 1985

- 1929 – powstała rządowa Partia Narodowo-Rewolucyjna – partia ta rządziła do 2000 roku[14]
- 1935 – wybuchło ostatnie powstanie cristeros[13]
- 1938 – przeprowadzono nacjonalizację przemysłu naftowego[2]
- 1938 – Partia Narodowo-Rewolucyjna zmieniła nazwę na Partię Rewolucyjną Meksyku[14]
- 1942 – Meksyk wypowiedział wojnę państwom Osi[2]
- 1945 – Meksyk wziął udział w walkach lotniczych na Filipinach[2]
- 1946 – Partia Rewolucyjna Meksyku zmieniła nazwę na Partię Rewolucyjno-Instytucjonalną (PRI)[14]
- 1967 – Meksyk został jednym z inicjatorów traktatu z Tlatelolco w sprawie przekształcenia Ameryki Łacińskiej w strefę bezatomową[9]
- 1968 – masakra ludności na placu Trzech Kultur w mieście Meksyk – podczas protestów zginęło około 300 osób[15][2]
- 1968 – w stolicy kraju odbyły się Letnie Igrzyska Olimpijskie[15]
- 1970–1976 – rządy prezydenta Luisa Echeverría[9]
- 1976–1979 – rozpoczęto eksplorację złóż ropy naftowej[2]
- 1979 – zainicjowano częściową reformę systemu politycznego, dopuszczając działalność opozycji[2]
- sierpień 1982 – wybuchł kryzys finansowy[16]
- 19 września 1985 – Meksyk nawiedziło silne trzęsienie ziemi – w wyniku katastrofy zginęło ok. 10 tys. osób[17]
- 1985 – zaproponowano plan Brady'ego mającego rozwiązać problemy gospodarcze Meksyku[16]
- 1987 – Meksyk dzięki pomocy MFW zwalczył inflację[18]
- 1989 – uchwalono plan Bakera, który miał rozwiązać problemy gospodarcze Meksyku i innych państw Ameryki Łacińskiej[16]
- 2 grudnia 1992 – Meksyk przystąpił do Północnoamerykańskiego Układu o Wolnym Handlu (NAFTA)[19]
- 1993 – wybuchło powstanie indiańskiej ludności stanu Chiapas[2]
- 1 stycznia 1994 – umowa NAFTA weszła w życie[19]

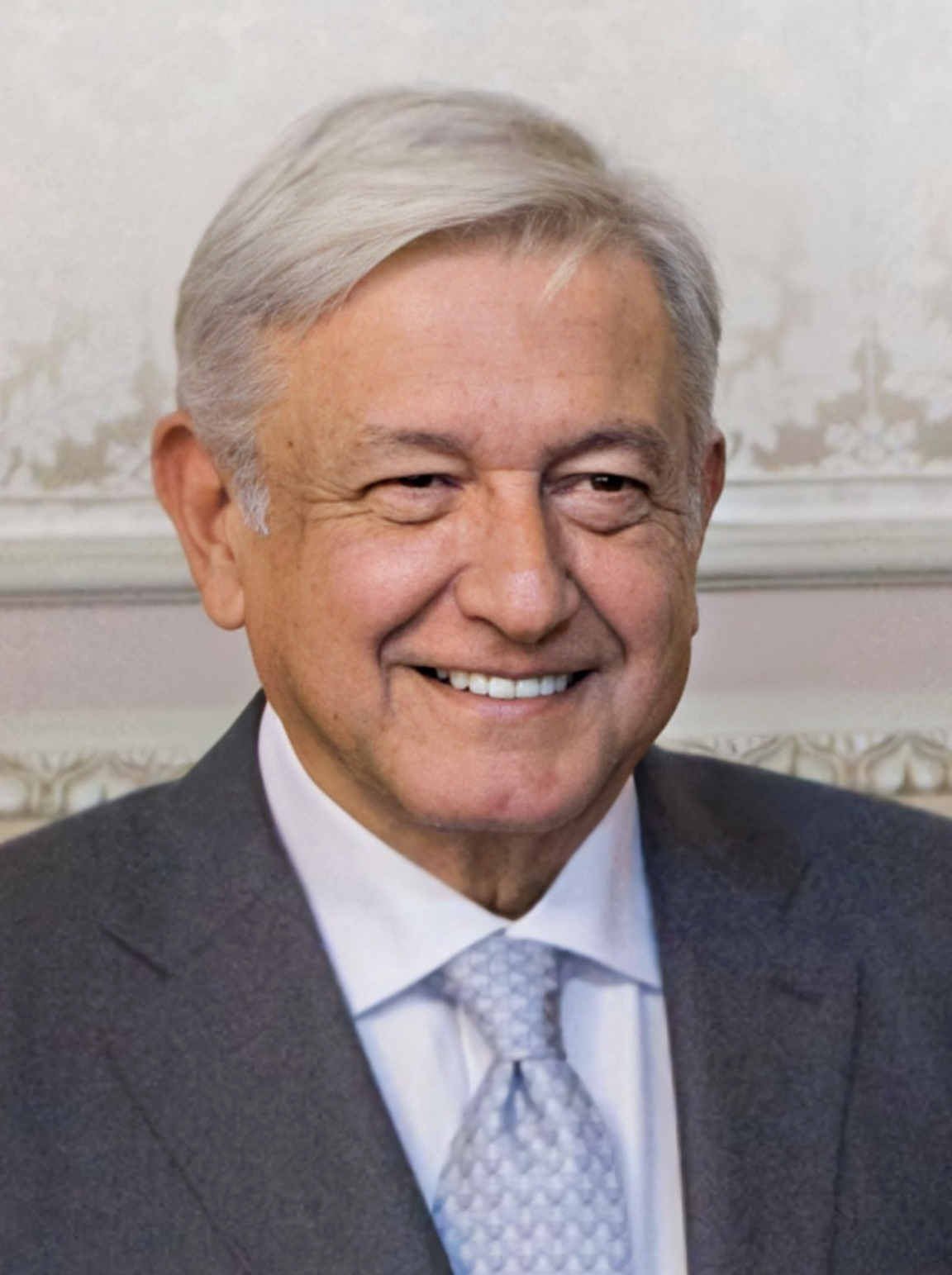
Urzędujący prezydent Andrés Manuel López Obrador

- 1994–1995 – kryzys gospodarczy[2]
- 2000–2006 – rządy prezydenta Vicente Fox Quesada[20]
- 2000 – PRI przegrało wybory parlamentarne[14]
- 2001 – Meksyk uchwalił ustawę o prawach i kulturze Indian[9]
- 2002 – Meksyk podpisał umowę o zwiększeniu bezpieczeństwa wspólnej granicy z USA[2]
- 6 lipca 2006 – prezydentem Meksyku został Felipe Calderón[21]
- 2009 – wybory prezydenckie wygrała PRI[14]
- 1 lipca 2012 – odbyły się wybory generalne[22]
- 1 grudnia 2012 – urząd prezydenta objął Enrique Peña Nieto[23]
- 7 lipca 2014 – trzęsienie ziemi nawiedziło Gwatemalę i Meksyk[24]